# Календа (река)
Календа (укр. Календа, крымскотат. Kalenda, Календа) — река в юго-западном Крыму (Севастополь), левый приток реки Чёрная (фактически — впадает в Чернореченское водохранилище). Длина водотока — 5,4 км, площадь водосборного бассейна — 3,43 км².

## География
Название реке присвоено по селению Календо, через которое она протекает, происхождение же его неясно и встречается уже в XVI веке.
Реку образуют насколько ручьёв, сливающихся на Ай-Петринской яйле восточнее горы Календы-Баир, течёт общим направлением на северо-запад по Календской балке (она же Календы-Богаз). Притоков Календа не имеет, в низовье на реке построено небольшое водохранилище. Вдоль реки проходит Календская тропа — древний торговый путь из Херсонеса через перевал Шайтан-Мердвен на Южный берег Крыма. Водоток в реке наблюдается только зимой и весной, остальное время русло сухое, впадает в Чернореченское водохранилище, (ранее впадала в Чёрную несколько севернее (согласно справочнику «Поверхностные водные объекты Крыма» — в 31,0 км от устья). Водоохранная зона реки установлена в 50 м.